# Jens Aage Marstrand
Jens Aage Marstrand (ved dåben: Marstrand-Svendsen) (født 23. november 1880 på St. Thomas, Dansk Vestindien, død 31. december 1964) var en dansk bryggeridirektør.
Han var søn af købmand, konsul Jens Svendsen og hustru Annie Lætitia f. Marstrand, tog præliminæreksamen fra Birkerød Gymnasium 1897, kom i handelslære hos E.A. Borch i Kolding og gennemførte en handelsuddannelse i England på 3 år. Dernæst fik han ansættelse i Vacuum Oil Company og De forenede Bryggerier i København. Han blev salgsleder for A/S Bryggeriet Odense 1912 og direktør ved samme bryggeri 1918. Fra sammenslutningen mellem Bryggeriet Odense og Albani Bryggeri i 1934 var han adm. direktør for A/S Albani Bryggerierne indtil 1953. Han var Ridder af Dannebrog.
Marstrand var også formand for Foreningen af Mineralvandsfabriker i Fyens Stift 1917-53, medlem af bestyrelsen for Danske Mineralvandsfabrikanters Fællesforening 1918-53 og af bestyrelsen for Bryggeriforeningen 1934-53, viceformand 1941-53, medlem af bestyrelsen for A/S N. Petersens Trælastforretning, Odense fra 1936, formand for A/S Kerteminde Trælasthandel fra 1938 og medlem af bestyrelsen for A/S Albani Bryggerierne fra 1949.
En søn af Jens Aage Marstrand var rektor Otto Marstrand (1919-2004). 